# دمسکس (آلاباما)
دمسکس (به انگلیسی: Damascus) یک منطقهٔ مسکونی در ایالات متحده آمریکا است که در شهرستان کلمن، آلاباما واقع شده‌است. دمسکس ۱۵۱ متر بالاتر از سطح دریا واقع شده‌است.